# Acer serotinum
Acer serotinum é uma espécie de árvore do gênero Acer, pertencente à família Aceraceae.